# Pasirlayung
Pasirlayung is een bestuurslaag in de stadsgemeente Kota Bandung van de provincie West-Java, Indonesië. Pasirlayung telt 19.977 inwoners (volkstelling 2010).